# Edgard Pessoa
Edgard Pessoa ist ein brasilianischer Hersteller von Automobilen.

## Unternehmensgeschichte
Edgard Pessoa aus São Paulo stellte 2005 sein erstes Fahrzeug für den eigenen Bedarf her. Seitdem produzierte er davon etwa zwei pro Jahr für den Verkauf. Der Markenname lautet Edgard Pessoa.

## Fahrzeuge
Das einzige Modell ist die Nachbildung des Triumph Spitfire. Die Art des Fahrgestells ist nicht überliefert. Anstelle der Starrachse des Originals hat das Fahrzeug eine unabhängige Hinterradaufhängung. Ein wassergekühlter Motor von Volkswagen do Brasil mit 1800 cm³ Hubraum und 110 PS Leistung treibt die Fahrzeuge an. Die Karosserie besteht aus Fiberglas.